# أثلستنفورد
أثلستنفورد (بالإنجليزيَّة: Athelstaneford، وتُلفظ: /ˈæθəlsteɪnfərd/)، قرية تقع في منطقة لوثيان الشرقية بإسكتلندا. تقع شمال شرق بلدة هادينغتون وتبعد عنها حوالي 6 كيلومترات (3.5 ميل)، وتقع شرقي العاصمة إدنبرة على بعد حوالي 28 كيلومترًا (17 ميلًا). بدأت أثلستنفورد كقرية نموذجية في أواخر القرن الثامن عشر، فازدهرت فيها الزراعة وصناعة النسيج.

## المعالم السياحية
يوجد فيها مركز التراث الوطني للعلم الإسكتلندي، والذي يقع داخل حظيرة للحمام يعود تاريخ تشييدها إلى عام 1583، وقد أُعيد ترميمها عام 1996. يقع هذا المركز خلف كنيسة القرية.
تحيط بالقرية أراض زراعية خصبة، ولكن مرافقها محدودة. غير أن زوارها بوسعهم تتبع ما يعرف بمسار الصليب الأزرق، وهو طريق سياحي يمر عبر عدة معالم محلية وأماكن تتميز بأهميتها التاريخية.
ترتبط كنيسة أبرشية أثلستنفورد بالكاتب نايجل ترانتر، وهو أحد أبرز الداعمين لصندوق العلم الإسكتلندي. تزوج ترانتر في هذه الكنيسة. وفي أبريل 2008، أقيم معرض دائم لمقتنياته في جناحها الشمالي، عرضت فيه آلته الكاتبة ومجموعةٍ من المخطوطات والكتب، إلى جانب بعض المتعلقات الشخصية الأخرى. كان هذا المعرض موجود في السابق في قصر لينوكسلوف، وقبله في منزل آبوتسفورد، مقر إقامة الأديب الكبير السير والتر سكوت.
يقع منزل غيلميرتون، وهو معقل بارونات كينلوخ، ضمن حدود أبرشية أثلستنفورد، وقد تحوّل اليوم إلى مرفق خاص متاح للحجوزات وإقامة والمناسبات الفارهة.